# Матеуш Головня
Матеуш Головня (пол. Mateusz Hołownia; нар. 6 травня 1998, Біла Підляська, Польща) — польський футболіст, захисник турецького клубу «Бандирмаспор», який нині виступає в турецькій першій лізі.

## Клубна кар'єра
В професійному футболі дебютував 9 липня 2014 в матчі «Легії» в матчі за Суперкубок Польщі з футболу проти «Завіша» з міста Бидгощ. На 89-тій хвилині він замінив Бартоша Берешиньського і вийшов на поле. Став наймолодшим гравцем, який грав за «Легію» на професійному рівні .

## Титули і досягнення
- Чемпіон Польщі (1):

«Легія»: 2020/21
- Володар Кубка Польщі (1):

«Легія»: 2014/15